# Rodrigo Vásquez
Rodrigo Rafael Vásquez Schröder (* 6. Dezember 1969 in Chile) ist ein chilenischer Schachspieler. Er ist der Enkel des chilenischen Schachmeisters Ruperto Schroeder.
Die chilenische Meisterschaft konnte er fünfmal gewinnen: 1989, 1992, 2004, 2009 und 2014. Er spielte für Chile bei sieben Schacholympiaden: 1990, 1998, 2004, 2010 bis 2016.
Beim Schach-Weltpokal 2005 schied er in der ersten Runde gegen Jewgeni Barejew aus.
Im Jahr 1993 wurde er Internationaler Meister, seit 2004 trägt er den Titel Großmeister.
| Hier fehlt eine Grafik, die leider im Moment aus technischen Gründen nicht angezeigt werden kann. Wir arbeiten daran! |